# Julius Heß (Politiker, 1824)
Julius Heß (* 1824 in Schwarzenfels im Main-Kinzig-Kreis; † 1891 ebenda) war ein deutscher Jurist und Mitglied der kurhessischen Ständeversammlung.

## Leben
Nach einem Studium der Rechtswissenschaften war Julius Heß in seinem Heimatort als Advokat (heute: Rechtsanwalt) tätig. 1850 erhielt er ein Mandat für den kurhessischen Landtag.
Die Ständeversammlung wurde nach den Unruhen im Jahre 1830 zum Zweck der Beratung und Verabschiedung einer Verfassung gebildet und hatte bis 1866 Bestand, als das Land Hessen von Preußen annektiert wurde.